# Kangta & Vanness
Kangta & Vanness (hangul: 강타 와 바네스; chino: 七 炫 和 建 豪) fue un dúo musical masculino surcoreano-taiwanés, integrado por el cantante surcoreano Kangta, del grupo H.O.T., y por el cantante taiwanés Vanness Wu, del grupo F4. Se formó en 2006 bajo SM Entertainment, lanzando un único álbum titulado Scandal. Se disolvió en 2007.

## Carrera
La formación del dúo al principio se especuló, el 8 de mayo del 2004, durante la entrega de los premios "Golden Melody Awards". Más adelante se informó oficialmente, la formación del dúo el 27 de abril del 2006 y su regreso a los escenarios. El dúo se hizo conocer por primera vez, cuando se presentaron en la red "MTV Asia Awards" el 6 de mayo del 2006, lanzando su primer álbum discográfico bajo el título "Scandal". De este álbum, se lanzaron su primeros cortes musicales como 'Scandal'. Su primera presentación en vivo, fue organizado por la Universidad de Yonsei en Seúl, el 10 de mayo de 2006, donde el dúo interpretó sus primeros temas musicales como  "Scandal" y "127 Days". Este álbum fue lanzado el 19 de mayo de 2006 en Corea del Sur y otras países como Japón, Hong Kong y Taiwán. Sus primeros temas musicales fueron interpretados en coreano y chino mandarín, así también como la difusión de sus primeros vídeos musicales de dichas canciones, ambos en dichos idiomas.

## Integrantes
- Kangta - Voz y cuerpo de baile

- Vanness Wu - rapero y bailarín

## Discografía
- Scandal, 2006